# Rio de Moinhos (Sátão)
Rio de Moinhos ist eine Gemeinde (Freguesia) im portugiesischen Kreis Sátão. In ihr leben 789 Einwohner (Stand 19. April 2021).